# Else Colber
Else Adéle Johansen 'Colber' Dam f. Kolbert (2. september 1913 i Næstved – 4. oktober 1954 i Hellerup) var en dansk skuespiller.
Efter at have læst hos Albert Luther debuterede Else Colber på Frederiksberg Teater i 1938 som skøgen i Endnu en nat. Senere kom hun til Det Ny Teater og Folketeatret 1939-1941. Efterfølgende blev hun freelance. Under 2. verdenskrig medvirkede hun i Dagmar-revyen.
Hun tog navneforandring til Kolbert i 1939 og blev i 1947 gift med forfatteren Mogens Dam.
Else Colber er begravet på Assistens og Søholm Kirkegård i Birkerød.

## Filmografi
- Tak fordi du kom, Nick (1941)
- Niels Pind og hans dreng (1941)
- Det kære København (1944)
- Teatertosset (1944)
- Jeg elsker en anden (1946)
- Op med lille Martha (1946)